# Live Underslunky
Live Underslunky è un album dal vivo del gruppo musicale britannico Ozric Tentacles, pubblicato nel 1992.

## Tracce
1. Dots Thots – 7:54
2. Og-Ha-Be – 9:28
3. Erpland – 5:32
4. White Rhino Tea – 5:48
5. Bizarre Bazaar – 4:04
6. Sunscape – 7:50
7. Erpsongs – 3:49
8. Snake Pit – 3:22
9. Kick Muck – 5:18
10. O-I – 4:59
11. Ayurvedic – 14:46

## Formazione
- Ed Wynne - chitarra, sintetizzatore
- Joie Hinton - sintetizzatore
- John Egan - flauto
- Merv Pepler - batteria
- Zia Geelani - basso